# سباق باريس روبيه 1909
طواف باريس 1909 هو سباق دراجات هوائية أقيم بتاريخ 11 أبريل، تكون السباق من مرحلة واحدة، وامتدّ لمسافة 276 كم بسرعة 30.469 كم/س، استغرق السباق 9 ساعات و3 دقيقة و30 ثانية.